# Igrzyska panamerykańskie
Igrzyska panamerykańskie – multidyscyplinarne zawody sportowe rozgrywane co 4 lata począwszy od roku 1951. W swojej formie impreza zbliżona jest do nowożytnych igrzysk olimpijskich. W zawodach tych występują sportowcy ze wszystkich państw obu Ameryk.
Pierwsze tego typu zawody odbyły się w 1951 roku w Buenos Aires, zaś ostatnią edycję igrzysk w roku 2023 gościło Santiago w Chile. Kolejne igrzyska odbędą się w 2027 w Barranquilli w Kolumbii. W 2021 roku w Cali zostały rozegrane igrzyska młodzieży.

## Historia igrzysk panamerykańskich
| Edycja | Rok  | Gospodarz      | Data                          | Sportowcy | Reprezentacje | Dyscypliny | Najwięcej złotych medali |
| ------ | ---- | -------------- | ----------------------------- | --------- | ------------- | ---------- | ------------------------ |
| I      | 1951 | Buenos Aires   | 25 lutego – 9 marca           | 2513      | 21            | 18         | Argentyna                |
| II     | 1955 | Meksyk         | 12 – 26 marca                 | 2583      | 22            | 17         | Stany Zjednoczone        |
| III    | 1959 | Chicago        | 27 sierpnia – 7 września      | 2263      | 25            | 18         | Stany Zjednoczone        |
| IV     | 1963 | São Paulo      | 20 kwietnia – 5 maja          | 1665      | 22            | 19         | Stany Zjednoczone        |
| V      | 1967 | Winnipeg       | 23 lipca – 6 sierpnia         | 2361      | 29            | 18         | Stany Zjednoczone        |
| VI     | 1971 | Cali           | 30 lipca – 13 sierpnia        | 2935      | 32            | 18         | Stany Zjednoczone        |
| VII    | 1975 | Meksyk         | 12 – 26 października          | 3146      | 33            | 18         | Stany Zjednoczone        |
| VIII   | 1979 | San Juan       | 1 – 15 lipca                  | 3700      | 34            | 22         | Stany Zjednoczone        |
| IX     | 1983 | Caracas        | 14 – 29 sierpnia              | 3426      | 36            | 23         | Stany Zjednoczone        |
| X      | 1987 | Indianapolis   | 2 – 23 sierpnia               | 4453      | 38            | 27         | Stany Zjednoczone        |
| XI     | 1991 | Hawana         | 2 – 18 sierpnia               | 4519      | 39            | 26         | Kuba                     |
| XII    | 1995 | Mar del Plata  | 12 – 26 marca                 | 5144      | 42            | 34         | Stany Zjednoczone        |
| XIII   | 1999 | Winnipeg       | 23 lipca – 2 sierpnia         | 5275      | 42            | 34         | Stany Zjednoczone        |
| XIV    | 2003 | Santo Domingo  | 1 – 17 sierpnia               | 5196      | 42            | 35         | Stany Zjednoczone        |
| XV     | 2007 | Rio de Janeiro | 13 – 29 lipca                 | 5633      | 42            | 34         | Stany Zjednoczone        |
| XVI    | 2011 | Guadalajara    | 13 – 30 października          | 5966      | 42            | 36         | Stany Zjednoczone        |
| XVII   | 2015 | Toronto        | 10 – 26 lipca                 | 6132      | 41            | 36         | Stany Zjednoczone        |
| XVIII  | 2019 | Lima           | 26 lipca – 11 sierpnia        | 6668      | 41            | 39         | Stany Zjednoczone        |
| I      | 2021 | Cali           | 25 listopada – 5 grudnia      | 2540      | 41            | 28         | Brazylia                 |
| XIX    | 2023 | Santiago       | 20 października – 5 listopada |           |               |            |                          |
| XX     | 2027 | Barranquilla   |                               |           |               |            |                          |